# Bom Progresso
Bom Progresso este un oraș în Rio Grande do Sul (RS), Brazilia.